# 叔梁紇
叔梁紇（前623年—前549年），子姓，孔氏，名纥，字叔梁，又称郰人纥、陬叔纥，是伯夏的儿子，孟皮和孔子的父亲。遠祖是宋湣公。鲁国陬邑大夫。

## 力举城门
前563年，晋国的荀罃、荀偃、士匄带着诸侯联军进攻偪阳国。四月初九，联军包围偪阳，不能攻克。孟孙氏的家臣秦堇父用人力拉了装备车到达战地，偪阳人打开城门，诸侯的将士乘机进攻。偪阳国内城的人突然把闸门放下，叔梁紇双手举门，把已经攻入城里的将士放出来。孟献子称赞说：“这就是《诗经》所说的‘像老虎一样有力气’的人。”

## 护送臧纥
前556年秋季，齐灵公攻打鲁国边境，高厚把臧武仲围困在防地，叔梁纥与臧畴 、臧贾率领三百名甲士夜袭齐军，把臧武仲送到旅松后返回防地。齐国不久后退兵。

## 纳妾颜氏
叔梁纥与正妻施氏有九个女儿，没有儿子，他的妾生了个儿子孟皮，却因为有先天残疾（“足疾”泛指体弱，未必是特指足部缺陷），不能做继承人，叔梁纥便向鲁国颜氏求婚。颜氏有三个女儿，最小的叫颜徵在。颜父对三个女儿问道：“陬大夫叔梁纥的父祖辈虽然都只是士，但他却是古代圣王的后裔。而且他身高十尺，武力绝伦，我非常希望能与他联姻。虽然他年纪大且性情急躁，但这不值得犹豫不决，你们三个谁能够嫁给他做妻子？”大女儿和二女儿都没有回答，颜徵在上前对父亲说：“听从父亲您的决断，还有什么好问的。”颜父说：“就是你能嫁给他了。”他便将颜徵在嫁给叔梁纥。
颜徵在嫁到叔梁纥家后第三个月行庙见之礼，正式成为孔家的媳妇。她因为叔梁纥年纪大，担心不能及时有儿子，便私下至尼山向尼山神禱告，祈求生子，后来生下了孔子。

## 墓葬
孔子三岁时，叔梁纥死了，埋葬于防。颜徵在死后，孔子将母亲的棺材停放在五父之衢，四处询问父亲的墓址，直到郰曼父的母亲告诉了他，孔子才将父母合葬于防，并为之造坟，坟高四尺。
叔梁纥的墓地，今称「梁公林」，位于曲阜城东14公里，面对防山，北阻泗水，又称“齐国公墓”、“启圣林”或“启圣王林”。坟前石碑“圣考齐国公墓”由孔子五十一代孙衍圣公孔元措于金明昌五年（1194年）立。梁公林大门前则立有“大元追封启圣王墓”碑，为孔子五十二代孙泗水县尹孔之严于元至元六年（1340年）立。

## 歷代追封追諡
- 宋真宗大中祥符元年（1008年），追封叔梁纥为齐国公。[13]
- 元文宗至顺元年（1330年），加封叔梁纥为启圣王。[14][15][16]
- 明世宗嘉靖九年（1530年），改封叔梁纥为启圣公[17]。令两京国子监并天下学校，各建启圣公祠，中祠叔梁纥题称“启圣公孔氏之位”[18]。
- 清世宗雍正元年（1722年），加封叔梁纥为启圣王。[19]

### 现代文艺作品

#### 電視劇
- 2010年大陸版《孔子春秋》由王学圻飾演叔梁纥。
- 2012年台灣版《智勝鮮師》由郭昱晴飾演叔梁紇。